# 釧路フィッシャーマンズワーフMOO
釧路フィッシャーマンズワーフMOO（くしろフィッシャーマンズワーフ・ムー）は、北海道釧路市にある複合商業施設。

## 概要

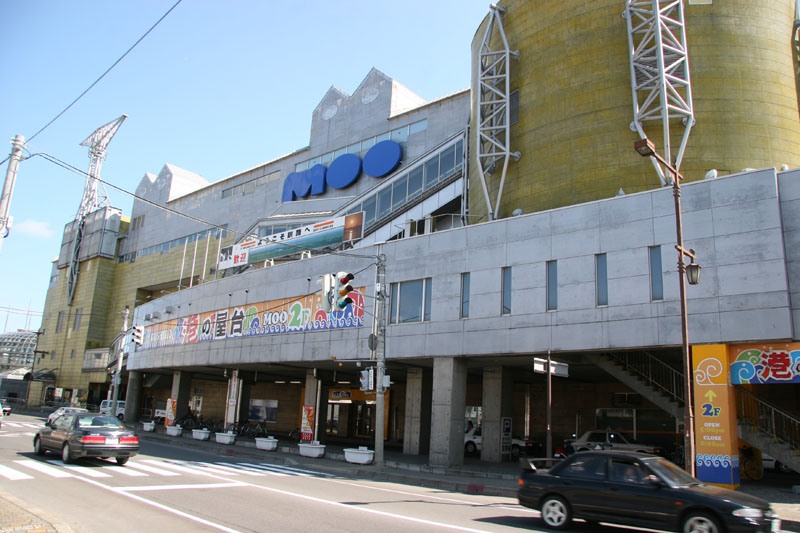
釧路フィッシャーマンズワーフMOO（バスターミナル側）

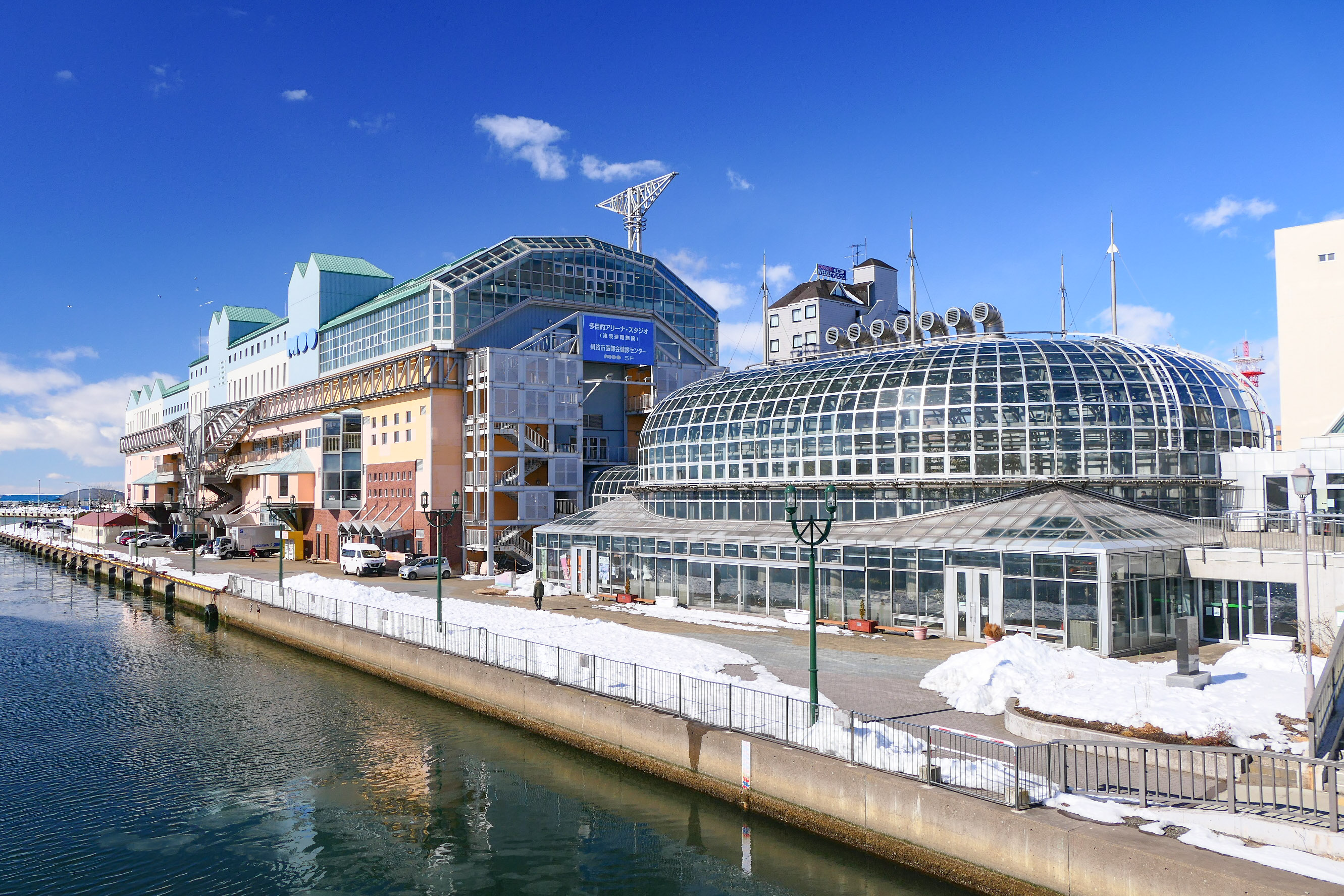
釧路フィッシャーマンズワーフMOO（右手前がEGG、左奥がMOO）

北海道釧路市出身の建築家毛綱毅曠による設計で、商業施設のMOO（Marine Our Oasis）と全天候型植物園のEGG（Ever Green Garden）に分かれる。
開業当初、当時の公社社長が堤清二と縁があり、公社は西武百貨店へ出資を仰いだ。また、施設やテナント出店のコンサルティングを引き受け、西武百貨店自体も外商部を出店していた。
その後、バブル崩壊を契機に年々売上が縮小。西武百貨店の経営離脱やテナントの相次ぐ撤退に至り、一時入居テナントは公共施設と「釧路MOO市場」（地場系の水産店と土産物店・飲食店など）のみとなった。
その後、空き区画にハローワークや釧路市役所の一部部署を移転させた「MOO内庁舎」、テナント区画を数坪程度の面積に小分けさせた屋台街イメージの飲食店フロアを作るなど、施設の空洞化を防ぐ試みが実践されている。
幣舞橋に程近い建物にNHK釧路放送局とSTVがお天気カメラを設置しており、北海道ローカルの情報番組では幣舞橋と対岸のMOOの風景が日頃流されている。不遇にも、釧路市や道東で震度4以上の地震が発生すると、全国ニュース（災害報道など）で幣舞橋とMOOが映された「地震の様子」の映像が放送されることが多い（21世紀に入ってからは、十勝沖地震・千島列島沖地震・東日本大震災で繰り返し放送されている）。

## 沿革

### 前史
- 1968年（昭和43年） 釧路川河畔にショッピングモールを建設・運営する目的で、釧路河畔開発公社設立。開業までは市有地にある駐車場・釧路市内の緑地管理が主な業務内容となる。
- 1981年（昭和56年） 釧路青年会議所を中心に、観光漁港ショッピングセンター構想発案[2]。遊休状態の倉庫など既存の港湾施設を流用し、コストを抑える内容。
- 1983年（昭和58年）釧路商工会議所・釧路市役所が共同で観光漁港構想の自主研究グループを発足[2]。
- 1985年（昭和60年） 釧路市総合計画にてフィッシャーマンズワーフ構想の推進を策定[3]、プロジェクト名称を「新釧路総合計画」に変更。釧路FW推進委員会（釧路市民45名で構成）を発足。「東港区再開発計画（ポートルネッサンス21）」の中核に位置付けされ、「釧路地域商業地域近代化実施計画」との連携も明確化。計画を三段階化。
- 1986年（昭和61年） 釧路フィッシャーマンズワーフ推進委員会発足[3]、「釧路のウォーターフロントにおける広域地域活性化の構想」をまとめる。
- 1987年（昭和62年）
  - 2月16日 第4回釧路フィッシャーマンズワーフ推進委員会にて基本構想を決定[3]。
  - 8月 釧路河畔開発公社、北海道東北開発公庫、北海道開発局、北海道庁などで構成する「釧路フィッシャーマンズワーフ研究会」発足。
- 1988年（昭和63年）
  - 1月11日 開発整備方針を公表[3]。
  - 1月19日 フィッシャーマンズワーフの経営・運営に西武百貨店の参画が決定[3]。
  - 3月24日 釧路市議会にて運営公社への出資倍増を決議[3]、その後公社資本金を自治体・北東公庫・民間企業らの第三者割当増資により1億円から4億円に増資し第3セクター化。
  - 9月9日 第1次施設着工[3]。
- 1989年（平成元年）
  - 3月19日 ターミナルビル棟の愛称を「MOO」に決定[3]。
  - 6月5日 緑地棟の愛称を「EGG」に決定[3]。

### 本史
- 1989年（平成元年）
  - 7月12日 第1次施設竣工[3]。
  - 7月14日 第1次施設開業[3]。民活法（民間事業者の能力の活用による特定施設の整備の促進に関する臨時措置法）適用第一号。
  - 11月30日 第2次施設基本調査に着手[3]。
- 1990年（平成2年）7月 協立海上運輸（港湾業務を手がける地場企業）が新造高速船のシーグレース号（双胴型、総トン数:190トン、旅客定員：200名、航海速力:20ノット）を用いて釧路港内定期観光航路を就航。
- 1991年（平成3年）2月28日 第2次施設事業化調査着手[3]。
- 1998年（平成10年） 西武百貨店の西武ショップ（小型売店）および外商部が撤退。公社への出資も引き揚げる。
- 2002年（平成14年）12月下旬 高速観光遊覧船シーグレース号、航路廃止。神戸シーバス（神戸港）を運営する早駒運輸に売却され、3年余り同クルーズに就航。
- 2003年 毎年初夏から秋の間まで期間限定で、釧路川に面した広場にて「岸壁炉端」開始。
- 2003年（平成15年）9月30日 無印良品釧路店閉店。太平洋炭礦の終焉や漁業の衰退など釧路を取り巻く経済情勢の変化から、同年中までにサッポロライオンなど中央（本州）資本のテナント店舗全てが道東地域から撤退（当時）に至る。
- 2004年（平成16年）3月 釧路市健康推進室（釧路市役所健康推進課）が太平洋興発ビルよりMOO3階フロアの旧フィットネス施設「リボン（Re-Born）釧路」跡へ移転・拡張。
- 2004年（平成16年） 港の屋台（11区画）開店。
- 2005年（平成17年）2月22日 釧路河畔開発公社の債務整理（約30億2000万円）に向けた特定調停について、金融機関6行が同意（8割返済免除）。釧路市が釧路河畔開発公社からMOOの施設を買収。
- 2005年（平成17年）7月4日 若年者向け就職相談室「ジョブカフェ釧路」事務室より2階フロアへ移転･拡張。
- 2005年（平成17年）12月8日 地域新生コンソーシアム研究開発事業（釧路市漁業協同組合、北海道区水産研究所）により1階市場に設置されたサンマ実験水槽、一般公開開始。
- 2006年（平成18年）2月 日専連釧路との提携カード「釧路フィッシャーマンズワーフカード」を発行開始。
- 2006年（平成18年）4月 釧路市フィットネスセンター（温水プール、フィットネスジム）に指定管理者制度導入。釧路スイミングクラブへ業務を民間委託。
- 2006年（平成18年） ミニ水族館風の大型水槽を1階フロアに設置。
- 2007年（平成19年）4月1日 テナント徴収利用料金体系を、従来の加算利用料（売り上げの一定割合（坪当たり）で設定）から定額制（従来の販売実績より算出）に変更開始。加算利用料徴収事務の簡素化、及び生じる余力をテナント指導・誘客にシフトさせるのが目的。
- 2007年（平成19年）7月 リニューアル工事着工。
- 2007年（平成19年）8月 釧路市教育委員会スポーツ課、太平洋興発ビルより移転入居。
- 2007年（平成19年）10月20日 外装塗り替え、近隣に立地する釧路全日空ホテル（現・ANAクラウンプラザホテル釧路）の外壁とあわせた形とした。
- 2008年（平成20年）2月3日 主要出入口の自動ドア化、及び2階フロアに観光交流コーナーをオープン。
- 2008年（平成20年）4月 売上目標達成度などに応じたテナントへのインセンティブ（報奨金）制度導入。中央吹き抜け部分にエレベーター設置。
- 2008年（平成20年）8月 テナント入居率が100%に達する。
- 2011年（平成23年）3月11日 東日本大震災により釧路川から溢れた津波に被災。地下にあった電気設備等が被災して故障したため、3週間以上の臨時休業を余儀なくされた。同年4月5日以降より徐々に営業を再開し、完全復旧に至る。
- 2012年（平成24年）3月31日 釧路市の事業仕分け結果を受け、釧路フィットネスセンターを廃止。
- 2014年（平成26年）4月  フィットネスセンター跡に、新たに多目的アリーナ(災害時避難施設併用)がオープン。

## 構造

### MOO
- 総床面積:16,028.52m2
- 1-5階が吹き抜け構造になっている。

#### 1階

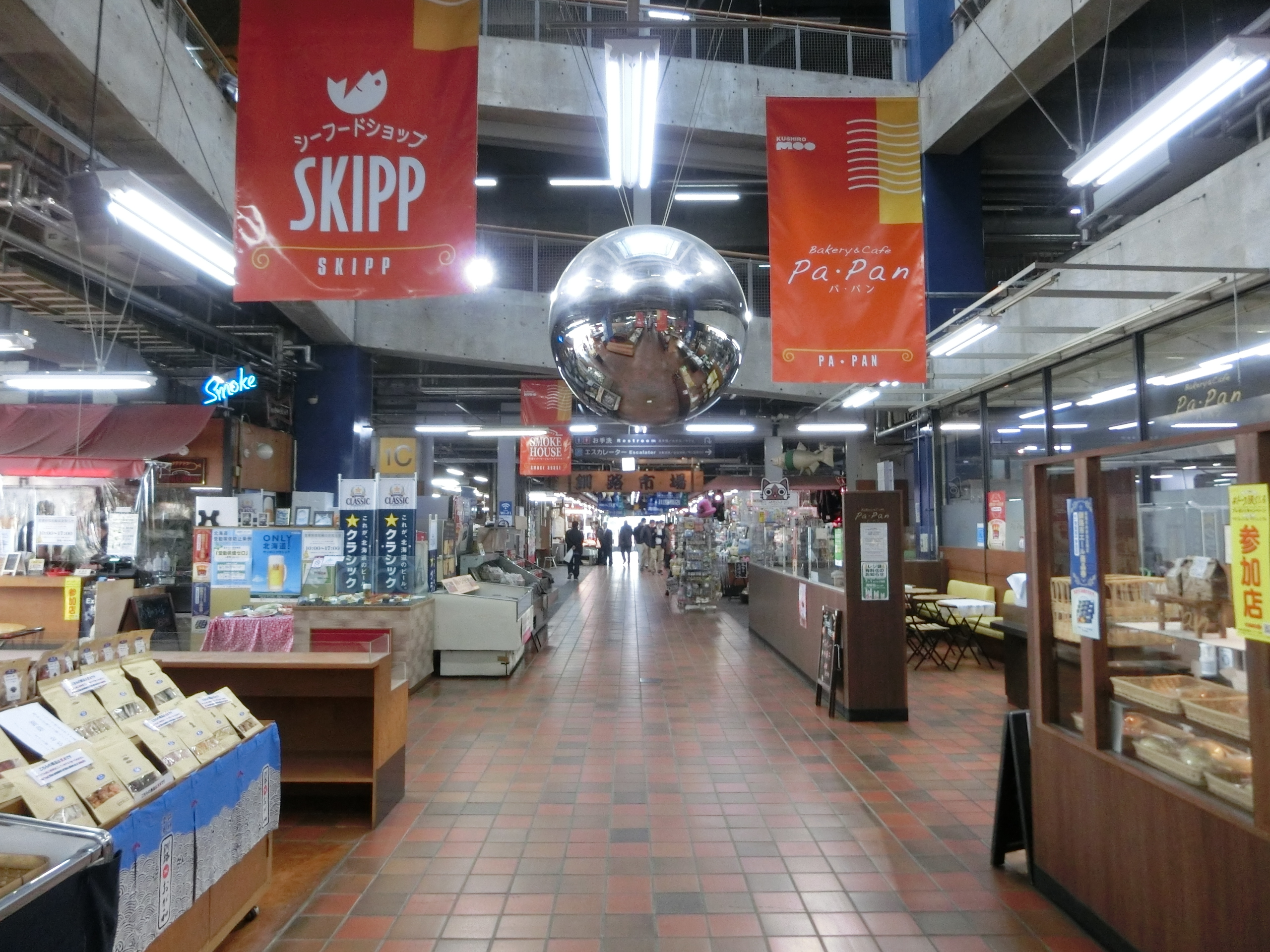
1階

- 釧路MOO市場
- アウトドアショップ EHAB（イーハブ）
- 郵便局
- 軽食喫茶、洋食レストラン、和食堂
- パン屋
- ゲームコーナー
- MOOバスターミナル

#### 2階
- 港の屋台
- 観光交流コーナー
- 喫茶店ベイカフェ
- 釧路ジョブカフェ
- ハローワークプラザ
- NPO法人グローカルみらいねっと本部
- 港まちベース946BANYA
- 釧路地区更生保護サポートセンター

#### 3階
- ビアホール釧路霧のビール園
- 釧路市女性団体連絡協議会
- 釧路市男女平等参加センター

#### 4階
- 釧路市教育委員会

#### 5階
- 釧路医師会健診センター
- 多目的アリーナ　スタジオ
- 釧路河畔開発公社
- コワーキングスペース「Sunset office」

### 全天候型屋内植物園EGG
- 総床面積: 1,477.757m2
- 全天周ガラス張りの蒲鉾型ドーム建築。1階と2階は、MOO本館と直結している。

### ストリートスポーツパーク
- 屋外多目的運動施設
- 総面積: 2,203.500m2
- スケートボード、インラインスケート、BMX、ストリートバスケット

## MOO都市間バスターミナル
正面玄関にバス停留所と待合室が設置される。2009年（平成21年）5月までは待合室内に予約発券窓口が設置されていたが、釧路駅前バスターミナル予約発券窓口へ吸収統合され廃止された。
2007年頃までは特急ねむろ号（くしろバス・根室交通）も乗り入れていたが、国道38号沿いの「十字街」バス停に変更された。スターライト釧路号も運行経路変更に伴って2011年10月29日限りで乗り入れを廃止した。
| 路線名                 | 経由地・行先                               | 事業者                   |
| ---------------------- | ------------------------------------------ | ------------------------ |
| 釧路特急ニュースター号 | 札幌駅・大通バスセンター前・市電すすきの前 | 北海道バス               |
| サンライズ旭川釧路号   | 津別・層雲峡・旭川駅前・道北バス本社       | 阿寒バス・道北バス       |
| 特急釧北号             | 津別・北見バスターミナル                   | 阿寒バス・北海道北見バス |
| 空港連絡バス           | 釧路空港                                   | 阿寒バス                 |
| （1）たくぼく循環線    | （循環）弁天ヶ浜・釧路駅                   | くしろバス               |

## 当初の構想「FW計画」
環境体験館など、のちに見送りとなったものも含む。

### 観光漁港イメージプラン
釧路商工会議所の研究グループと釧路市役所のグループが1984年にまとめた構想案。
- レストラン・ショッピングエリア - シンボルとなる展望タワーを軸に魚介類を提供するレストラン街やイワシの資料展示などを行うイワシ館、ファッションブランド品や魚介類を販売する全天候型ショッピングセンターを設置。
- 催し物エリア - 全天候型の屋外ステージを据えたお祭り広場や屋外ステージを併設した船上レストランを設置。
- 健康・文化エリア - 市民に開放された水辺となる全天候ビーチ、多目的スポーツ館、医学資料の展示や健康診断を行う健康館、科学実験などを行う子供の広場を設置。
- 海洋エリア - 国際会議に対応した海洋センター、北方漁業・世界海洋資料館、技術情報センター、水族館、イルカやトドのショースペースを設置。
- その他 - ゾーン間の架橋や風車の設置といった周辺整備、釧路川対岸の米町地区とを結ぶロープウェイ、帆船の展示、ヨットハーバー、定期遊覧船やフェリーの発着場、魚釣りゾーン、遊具広場を想定。

### 第一次FW計画
釧路川右岸（幣舞橋隣接地。約1.6ヘクタール）に下記施設を建設（着工予定：1987年度、完成予定:1992年）
- 港湾旅客ターミナル（民活法認定事業） ※ 耐震旅客船ターミナル（耐震旅客船岸壁）
- 商業施設 ※ MOO
- 寒冷地型緑地 ※ EGG

### 第二次FW計画
浜釧路駅などが設置されていた国鉄清算事業団用地を購入。外部民間資本を積極導入し、下記施設を建設。（完成予定：2000年度）
- 市営錦町駐車場（1997年7月竣工）
- 北海道立釧路芸術館（1998年3月竣工）
- 国際交流施設・全天候型イベント施設 → 釧路市観光国際交流センター（1993年3月竣工）
- 海洋性スポーツ施設 → リボン釧路（釧路市フィットネスセンター）温水プール → 2012年3月31日迄、運営。
- 倉庫を改修・再活用した商業施設 → 浪花町十六番倉庫（イベント施設。発起・運営団体である同NPO法人は、2000年1月25日に設立[4]）
- オフィスビル （未着工）
- 環境体験館（水族館を核施設とする。未着工）

### 第三次FW計画
浪花町4-6丁目と南浜町1・5番地付近の民有地を用いる計画としており、後に河畔部に耐震旅客船ターミナル岸壁や釧路ストリートスポーツパークが整備された。

## 関連項目

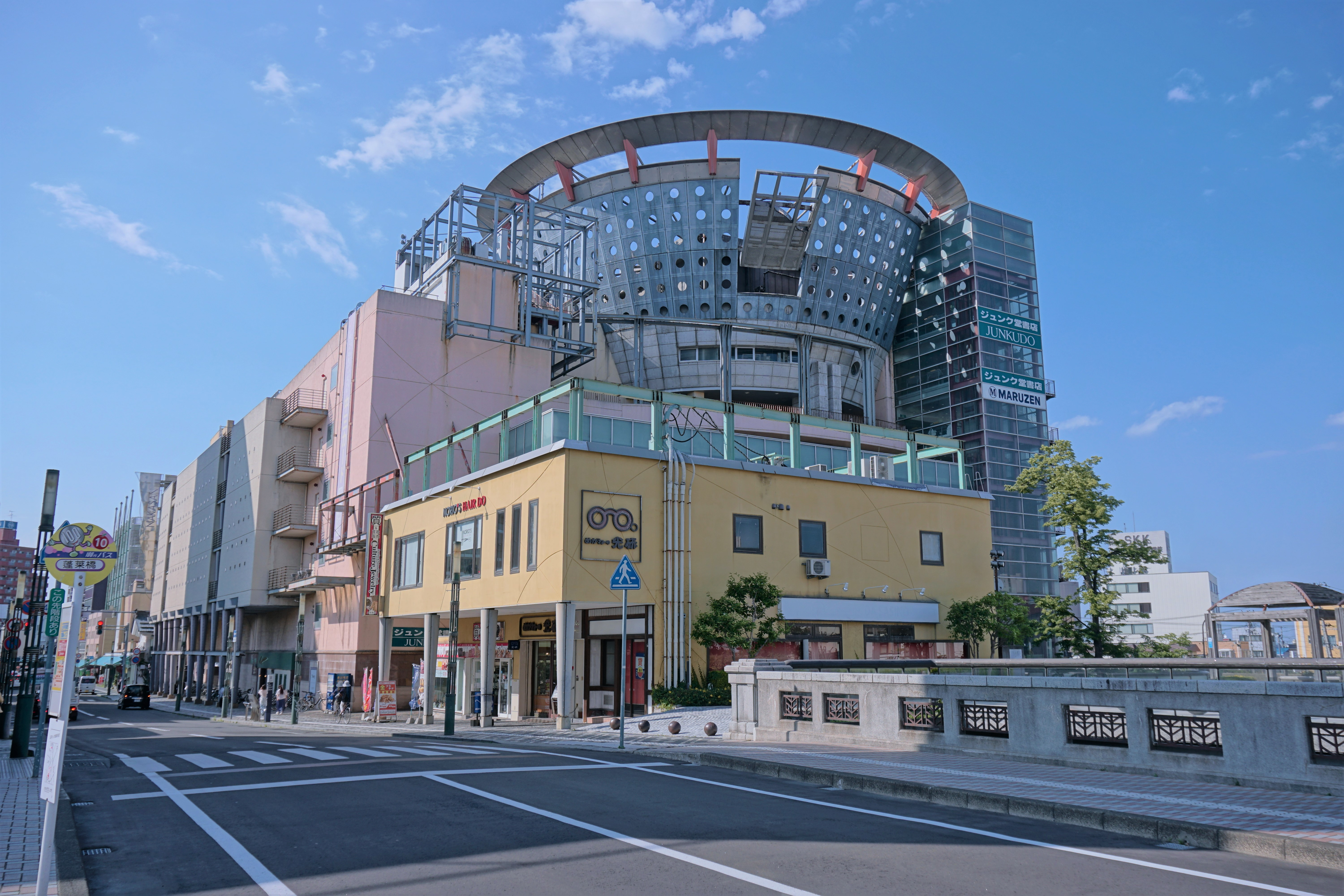
中三百貨店弘前店